# 중국 배구 국가대표팀
중국 배구 국가대표팀(중국어 간체자: 中国国家排球队, 정체자: 中國國家排球隊)은 중화인민공화국을 대표하여 국가 대항전에 참가하는 배구 국가 대표팀으로 중국 배구협회에 의해 운영된다.

## 같이 보기
- 중국 여자 배구 국가대표팀